# إستيفانيا راميريز
إستيفانيا راميريز (بالإسبانية: Estefanía Ramírez)‏ هي لاعب كرة قدم أمريكية كولومبية، ولدت في 10 أكتوبر 1991.

## وصلات خارجية
- إستيفانيا راميريز على موقع أوليمبيديا (الإنجليزية)